# Les 100 Grammes de Têtes
Les 100 Grammes de Têtes és un grup de música nord-català de Perpinyà, fan música ska-reggae amb tocs de jazz, cançons tradicionals i músiques del món. Al seu darrer treball hi inclouen temes en català, també fan servir habitualment el francès i l'anglès. L'any 2011 formen part dels grups que toquen a l'acte de cloenda del correllengua, a Perpinyà.

## Discografia
- Qui ska? (1999)
- Tit' Jamaïque (2002)
- Trafic d'influences (2003)
- Reload (2006)
- En català (2008)